# Paicol
Paicol là một khu tự quản thuộc tỉnh Huila, Colombia. Thủ phủ của khu tự quản Paicol đóng tại Paicol Khu tự quản Paicol có diện tích 298 ki lô mét vuông. Đến thời điểm ngày 28 tháng 5 năm 2005, khu tự quản Paicol có dân số 4634 người.